# Cherreau
Cherreau és un municipi francès situat al departament del Sarthe i a la regió de País del Loira. L'any 2007 tenia 812 habitants.

## Demografia

### Població
El 2007 la població de fet de Cherreau era de 812 persones. Hi havia 323 famílies de les quals 54 eren unipersonals (33 homes vivint sols i 21 dones vivint soles), 120 parelles sense fills, 132 parelles amb fills i 17 famílies monoparentals amb fills.
La població ha evolucionat segons el següent gràfic:
Habitants censats

### Habitatges
El 2007 hi havia 338 habitatges, 317 eren l'habitatge principal de la família, 5 eren segones residències i 16 estaven desocupats. 335 eren cases i 2 eren apartaments. Dels 317 habitatges principals, 272 estaven ocupats pels seus propietaris, 41 estaven llogats i ocupats pels llogaters i 3 estaven cedits a títol gratuït; 6 tenien dues cambres, 33 en tenien tres, 83 en tenien quatre i 195 en tenien cinc o més. 243 habitatges disposaven pel capbaix d'una plaça de pàrquing. A 103 habitatges hi havia un automòbil i a 202 n'hi havia dos o més.

### Piràmide de població
La piràmide de població per edats i sexe el 2009 era:
| Homes | Edats   | Dones |
| ----- | ------- | ----- |
| 0     | 95 o +  | 0     |
| 0     | 90 a 94 | 0     |
| 0     | 85 a 89 | 0     |
| 0     | 80 a 84 | 8     |
| 28    | 75 a 79 | 4     |
| 4     | 70 a 74 | 16    |
| 20    | 65 a 69 | 16    |
| 16    | 60 a 64 | 16    |
| 16    | 55 a 59 | 8     |
| 16    | 50 a 54 | 40    |
| 28    | 45 a 49 | 16    |
| 40    | 40 a 44 | 36    |
| 36    | 35 a 39 | 36    |
| 20    | 30 a 34 | 20    |
| 16    | 25 a 29 | 24    |
| 12    | 20 a 24 | 20    |
| 40    | 15 a 19 | 16    |
| 28    | 10 a 14 | 48    |
| 36    | 5 a 9   | 32    |
| 12    | 0 a 4   | 8     |

## Economia
El 2007 la població en edat de treballar era de 559 persones, 425 eren actives i 134 eren inactives. De les 425 persones actives 407 estaven ocupades (218 homes i 189 dones) i 18 estaven aturades (8 homes i 10 dones). De les 134 persones inactives 58 estaven jubilades, 52 estaven estudiant i 24 estaven classificades com a «altres inactius».

### Ingressos
El 2009 a Cherreau hi havia 316 unitats fiscals que integraven 873 persones, la mediana anual d'ingressos fiscals per persona era de 21.194 €.

### Activitats econòmiques
Dels 20 establiments que hi havia el 2007, 2 eren d'empreses de construcció, 5 d'empreses de comerç i reparació d'automòbils, 1 d'una empresa de transport, 2 d'empreses d'hostatgeria i restauració, 3 d'empreses financeres, 5 d'empreses de serveis i 2 d'empreses classificades com a «altres activitats de serveis».
Dels 4 establiments de servei als particulars que hi havia el 2009, 1 era un paleta, 1 electricista, 1 perruqueria i 1 restaurant.
Dels 3 establiments comercials que hi havia el 2009, 1 era un supermercat, 1 una gran superfície de material de bricolatge i 1 una botiga de roba.
L'any 2000 a Cherreau hi havia 16 explotacions agrícoles que ocupaven un total de 1.152 hectàrees.

## Equipaments sanitaris i escolars
El 2009 hi havia una escola elemental.

## Poblacions més properes
El següent diagrama mostra les poblacions més properes.